# Old Tassel
Old Tassel (Ca. 1720 – 1788) (egentlig Corn Tassel eller Majstop) var én af cheroksernes fredshøvdinge i nogle få år i den sidste del af det 18. århundrede. Hans indianske navn var Kai-ya-tahee eller Koa-ToHee og hans døbenavn (Old Tassel var kristen som mange andre cherokesere) var George Watts. 

## Familie
Old Tassel var søn af Great Eagle og Nancy Broom Moytoy, datter af Moytoy, cherokesernes første "kejser" eller overhøvding. Som søn af Great Eagle var han bror (eller evt. halvbror – Great Eagle havde adskillige hustruer) til krigshøvdingen Doublehead, der skulle blive én af stammens mest berygtede krigshøvdinge; de hvide kaldte ham "den mest blodtørstige af alle vilde". Hans søster (evt. halvsøster) var Wuhteh, der blev mor til Sequoyah, opfinderen af cheroksernes alfabet. Én af hans nevøer på mødrene side var John Watts, der også var kendt som Young Tassel. Old Tassel havde selv flere børn blandt andre sønnen Little Tassel.

## Fredshøvding
I 1783 besluttede cherokeserstammens ældste at fjerne den siddende overhøvding, Savanukah kendt som Ravnen fra Chota, fra posten. I stedet udnævnte de Old Tassel til overhøvding (eller den Første Elskede Mand, som var stammens egen betegnelse for den, der bestred hvervet). 
Stammerådet ønskede en mere fredssøgende overhøvding end Savanuhkah, og det fik de i Old Tassel. Han var ivrig fortaler for fred og det lykkedes ham i noget omfang at holde det meste den del af stammen, der boede i Tennessee, de såkaldte Overhillcherokesere ude af krigen mellem nybyggerne i det østlige Tennessee og de krigeriske unge mænd, under ledelse af Dragging Canoe, i den såkaldte Chickamaugakrig. 
I 28. november 1785 var Old Tassel én af underskriverne af Hopewell-traktaten. I den forbindelse tegnede han et kort over cherokesernes område for at dokumentere stammens territoriale krav. Kortet findes stadig i arkiverne i USAs National Archives.

## Endeligt
I 1788 myrdede Dragging Canoes mænd 11 medlemmer af en familie i det østlige Tennessee. Området var dengang løsrevet fra USA under navnet State of Franklin, og guvernøren, John Sevier, lod militsen, under kommando af Major John Hubbard invitere nogle fredshøvdinge til en forhandling om, hvordan man skulle få afsluttet chickamaugakrigen. Old Tassel og tre andre høvdinge, heriblandt en anden af stammens meget respekterede fredshøvdinge, Abram efterkom opfordringen og kom til forhandlingerne ved Chilkowi (Abrams hjemby) ved Little Tennessee River. Af grunde, der i dag er uklare, valgte Hubbard imidlertid at lade de fire høvdinge myrde i den hytte de overnattede i under forhandlingerne. 
Da Old Tassels bror, Doublehead, erfarede at hans bror var blevet myrdet, iværksatte han en terrorkampagne mod alle hvide i Tennessee floddalen. I den næste seks år myrdede han alle de hvide, han og hans mænd kom i kontakt med. 
Old Tassel blev afløst som overhøvding af Little Turkey.

## Citat
En af de udtalelser, som Old Tassel oftest citeres for er: …I siger for eksempel: "Hvorfor dyrker indianerne ikke jorden og lever som vi gør?" Kan vi ikke spørge med lige så stor berettigelse: Hvorfor går de hvide ikke på jagt, og lever som vi gør?"

## Eksterne referencer
- Famous Cherokee (engelsk)